# 刺鹩
刺鹩（学名：Acanthisitta chloris），是雀形目刺鹩科的一种鸟类，是刺鹩属（学名：Acanthisitta）的唯一物种。
刺鹩体重约6.91克，翼长约46毫米，嘴峰长约12.1毫米，喙宽度约2.4毫米，喙厚度约2.2毫米，跗蹠长约18毫米，尾长约23.5毫米。刺鹩在其分布区内为留鸟，其栖息在密集的高大树木组成的森林中，食性为肉食性，主要食物来源是陆生无脊椎动物。

## 亚种
- ：分布于新西兰北岛等岛屿。
- ：分布于新西兰南岛、斯图尔特岛等岛屿。[4]